# ديفيد أتكينسون (مغني)
ديفيد أتكينسون هو مغني ومغني أوبرا كندي، ولد في 20 أكتوبر 1921، وتوفي في 4 أكتوبر 2012.

## وصلات خارجية
- ديفيد أتكينسون على موقع IMDb (الإنجليزية)
- ديفيد أتكينسون على موقع ميوزك برينز (الإنجليزية)
- ديفيد أتكينسون على موقع قاعدة بيانات برودواي على الإنترنت (الإنجليزية)
- ديفيد أتكينسون على موقع قاعدة بيانات برودواي على الإنترنت (الإنجليزية)
- ديفيد أتكينسون على موقع ديسكوغز (الإنجليزية)
- ديفيد أتكينسون على موقع قاعدة بيانات الفيلم (الإنجليزية)